# Церква святого Григорія Просвітителя (Єреван)
Церква Святого Григорія Просвітителя  (вірм. Սուրբ Գրիքոր Լուսավորիչ եկեղեցի) — зруйнована вщент вірменська церква, Єреван, на місці сучасної школи імені Є.Чаренца на вулиці Амірян.

## Історія
Будівництво церкви Сурб Грігор Лусаворіч почалося 1869-го на пожертвування двох містян — Грігора і Геворга Казаряна Тер-Саакяна. Однак, за невідомих обставин, роботи велися з перервами, тому будівництво завершилося тільки в 1900 році. За два роки до східної сторони церкви була прибудована дзвіниця. Храм знесли за рішенням радянського уряду у 1939 році. Церква і дзвіниця добре злилися з архітектурним ансамблем, знищення цього храму стало великою втратою для панорами міста.